# Albin Nyamoya
Albin Nyamoya (* 27. Juli 1924 in Mwumba, Ngozi; † 31. Januar 2001) war ein burundischer Politiker. Er war vom 6. April 1964 bis zum 7. Januar 1965 und vom 15. Juli 1972 bis zum 5. Juni 1973 Ministerpräsident von Burundi.
Nyamoya studierte von 1938 bis 1944 in Butare (damals Astrida, heute in Ruanda) Veterinärmedizin, ab 1945 war er als diplomierter Tierarzt im Landwirtschaftsministerium des Treuhandgebietes Ruanda-Urundi tätig. Ab 29. September 1961 war er Minister für Landwirtschaft und Viehzucht und wurde – nachdem 1962 der unabhängige Staat als Königreich Burundi gegründet wurde – im März 1963 Innenminister. Von 1964 bis 1965 war er Ministerpräsident. In den Folgejahren war er wieder im Landwirtschaftsministerium tätig und wurde im März 1970 Landwirtschaftsminister. Von Juli 1972 bis Juni 1973 war er erneut Ministerpräsident. Er setzte sich in dieser kurzen Amtszeit für die Aussöhnung von Hutu und Tutsi ein, von denen bei Unruhen in den Monaten vor Nyamoyas Amtsantritt über 100.000 Menschen ums Leben kamen. Von 1982 bis 1987 war er Abgeordneter der Nationalversammlung für seine Heimatprovinz Ngozi.
Nyamoya war mit Mélanie Sinduhije verheiratet und hatte 10 Kinder.